# Hagenella clathrata
Hagenella clathrata är en nattsländeart som först beskrevs av Friedrich Anton Kolenati 1848.  Hagenella clathrata ingår i släktet Hagenella och familjen broknattsländor. Arten är reproducerande i Sverige. Inga underarter finns listade i Catalogue of Life.

## Bildgalleri

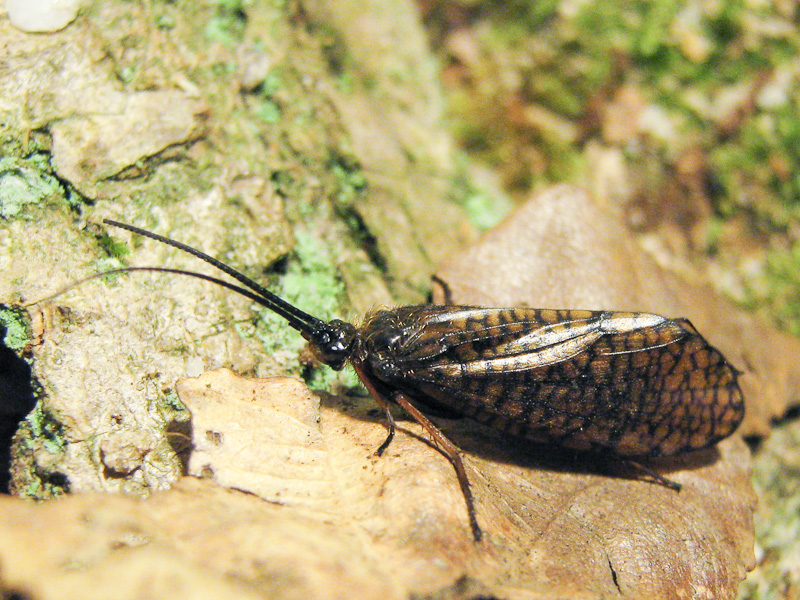